# Principios de las Bermudas
Los Principios de Bermudas establecen reglas para la publicación rápida y pública de datos de secuencias de ADN. El Proyecto Genoma Humano, un esfuerzo multinacional para secuenciar el genoma humano, generó grandes cantidades de datos sobre la composición genética de los seres humanos y otros organismos. Pero, en algunos aspectos, incluso más notable que la impresionante cantidad de datos generados por el Proyecto Genoma Humano es la velocidad a la que esos datos se han hecho públicos. En una cumbre de 1996 en Bermudas, los líderes de la comunidad científica acordaron en un innovador conjunto de principios que requieren que todos los datos de secuencias de ADN se publiquen en bases de datos de acceso público dentro de las veinticuatro horas posteriores a la generación. Estos "Principios de las Bermudas" (también conocidos como el "Acuerdo de las Bermudas") contravienen la práctica típica en las ciencias de hacer que los datos experimentales estén disponibles solo después de su publicación. Estos principios representan un logro significativo de la ordenación privada en la configuración de las prácticas de toda una industria y han establecido la publicación rápida de datos previos a la publicación como la norma en genómica y otros campos.
Los tres principios retenidos originalmente fueron:
- Liberación automática de conjuntos de secuencia mayores de 1 kb (preferiblemente dentro de las 24 horas).
- Publicación inmediata de secuencias anotadas terminadas.
- Trate de hacer que toda la secuencia esté disponible gratuitamente en el dominio público tanto para la investigación como para el desarrollo con el fin de maximizar los beneficios para la sociedad.